# 张道陵
张道陵（34年2月22日—156年10月10日），一名張陵，字辅汉，東漢沛国丰县（今江蘇徐州丰县）人，被视为正一道的创始者，是五斗米道的创始人。道教徒称他为张道陵天师、張府天師、張天師公、老祖天師、祖天师、正一真人。
相傳张道陵以虎為座騎，在某些道教流派中，张道陵与葛玄、许逊、萨守坚共为四大天师。
他的從神為廣祐真君王長、普祐真君趙昇。

## 生平
张道陵祖籍江苏丰县，相传为张良八世孙。建武十年正月十五日（34年2月22日）生。少年时就精通《道德经》，曾经在太学学习。汉明帝时举贤良方正直言极谏科，任巴郡江州（今重庆市）令。后来隐居洛陽北邙山，学习长生術，朝廷征为博士官，但是其称病不去。汉和帝时又征为太傅，三诏不就。汉顺帝时，其在鹤鸣山创建五斗米道，太上老君“授以三天正法，命为天师”，“为三天法师正一真人”，并造道书24篇。永壽二年九月初九日（156年10月10日），在雲臺山騎虎昇天，相传年高123岁，道教称他为「祖天师」或「教主」。
另外据传《老子想尔注》即张道陵所作。其弟子有300多人，并设立二十四治，为后来五斗米道的发展打下了基础。
从张道陵这一脉传承下来的天师道，正是以符箓见长，故世称符箓派，也叫正一派。“正一”之意為以正治邪，以一統萬，同時也含不邪、不染的意思。

## 家族
张道陵临终，将剑印传予其子张衡（称嗣师），张衡传子张鲁（称系师），张鲁是三国时割据汉中的主要勢力，在汉中地区实施“政教合一”的统治，推行很多公共福利事业，頗得民心，后来归顺了曹操。
张鲁晚年嘱其子张盛，後來均由後人或族人世襲张天师位。而張家所傳的正一派道士，婚娶不出家，其道观，被人称作“子孙庙”。
歷朝帝王追加了歷代張天師不少“封号”与“赠号”。龙虎山也成为正一天师道的祖庭，歷代張天師原居“龍虎山嗣漢天師府”，直至第63代張天師張恩溥，中華民國三十八年（1949年）2月，第63代天師张恩溥應國民政府蔣介石的邀請，陪同遷往台灣，自1949年，中國道教正一派張天師的傳承就到台灣扎根，中華民國五十八年（1969年）12月底，張恩溥天師病故于臺北，其後由其堂侄張源先接任第64代天師，張源先放2008年安詳離逝，在翌年2009年6月，第65代張天師張意將在台北襲職，在台中彰化設有“正一嗣漢張天師府”的張意將現為第65代張天師，資料顯示，張意將乃第62代天師張元旭之後人。
自第四代天師張盛移居江西龍虎山，「龍虎」即與天師道緊密連結。民國38年，國民政府來台，第六十三代天師張恩溥隨之來台，道統轉移至台灣。江西龍虎山改為「留侯家廟」成為張氏宗祠，喪失道教功能而成為觀光勝地。
第六十五代天師張意將自幼生長在雲林農村，學齡前曾被祖父帶往山區修習基本道法。陞座襲職之前，除了國內求學，並留學日、英，堪稱道教歷來學經歷最為完整之掌教教主。第六十五代天師張意將於己丑年五月十八日（西元2009年6月10日）祖天師誕辰當天，依天師府內傳祖制及傳統道教儀程規範，假台灣台北市士林區劍南路「鄭成功廟」正式陞座襲職。

## 文学影响
在吴承恩的小说《西游记》中第四十二回“大圣殷勤拜南海 观音慈善缚红孩”中，红孩儿在试探孙悟空变化的假牛魔王时曾以“祖庭道陵张先生”的尊称提到天师张道陵。 

## 脚注
1. 1 2  瞿海源. . 中華民國: 國史館臺灣文獻館. 1992年4月30日: 第40頁－第41頁. ISBN 9789570007381 （中文）. 正乙派開祖。據臺灣道士所傳「道教源流」云：漢天師諱道陵，字輔漢，沛豐邑人，留侯子房八代嫡孫大順之長子。光武建武十年正月望日生，七歲讀道德經，五千言二篇，十遍而達其旨。永和四年生辰，獲丹書秘訣，遂於鶴鳴山修煉。漢安元年壬午正月望日午時，感金闕后聖玄元道君，即老君下降，以盟成法篆，三五斬邪劍，都功板卷鑲授之。遂能服丹載魁罡，立治庭。而後太上授傳「三清眾經九百三十六卷，符錄丹霞秘訣七十二卷，並製頂冠道服等物賜之。至桓帝永壽年間，屢賜此經並五斗真經。至永泰二年丙申九月九日，居間州雲臺山，忽太上遣使授此經玉册賜之三天扶教輔元大法天師正一靜應顯祐真君之號。
2. ↑  李膺《益州记》：张陵入鹄鸣山，自称天师。
3. ↑  《西游记》第四十二回：妖王伏于地下道：“愚男一则请来奉献唐僧之肉，二来有句话儿上请：我前日闲行，驾祥光，直至九霄空内，忽逢著祖庭道陵张先生。”行者道：“可是做天师的张道陵？”

## 链接
- 嗣汉张天师世系图

- 中國道教嗣漢天師府資訊網
- 傅飛嵐：〈張陵與陵井之傳說 （页面存档备份，存于）〉。